# Phobolosia grandimacula
Phobolosia grandimacula är en fjärilsart som beskrevs av William Schaus 1911. Phobolosia grandimacula ingår i släktet Phobolosia och familjen nattflyn. Inga underarter finns listade i Catalogue of Life.